# PPM Factum
PPM Factum je česká akciová společnost vlastnící agentury zabývající se marketingovými a sociologickými výzkumy. Vlastní a spravuje agentury PPM Factum Research s.r.o., PPM Europe a  Factum Invenio, kterou zaštítila v srpnu 2012. Předsedou představenstva je Jindřich Ullrich.
Skupinu ppm factum tvoří společnosti ppm factum a. s. a ppm factum research s. r. o. od roku 2009.
Společnost ppm factum a.s. působí v sektoru rychlo-obrátkového zboží. Nabízí data z retail auditu. Má kanceláře po celé České republice.
Ppm factum research s. r. o. je společnost, která zpracovává marketingové výzkumy, průzkumy veřejného mínění a to jak kvalitativními, tak i kvantitativními technikami.